# 사토 준이치 (애니메이션 감독)
사토 준이치(일본어: 佐藤順一, 1960년 3월 11일 ~ )는 일본의 애니메이션 감독으로, HAL 필름 메이커 소속, 아이치현 출신이다.
니혼 대학 예술학부 영화학과 재학 중 토에이 동화 출신의 이케다 히로시(池田宏)에게 사사를 받고, 1981년 대학을 중퇴한 후 토에이 동화에 1기 연수생으로 입사한다. 토에이 동화 시절에는 《미소녀전사 세일러문》 《꿈의 크레용 왕국》 《꼬마마법사 레미》 등 주로 어린이 대상의 애니메이션 제작에 관여했다. 1998년에 토에이 동화를 퇴사한 후 프리랜서로 활약하다가 2000년부터는 유한회사 HAL필름메이커에서 총책임자 역할을 맡아, 《프린세스 츄츄》 《신 백설공주 전설 프리티어》 《아리아》 《케로로 중사》 등을 제작하였다. 닉네임은 사토준.

## 참여한 작품 목록
작품 순서는 참여 연도 순.

### TV 애니메이션
- 《메이플 타운 이야기》 (1986년) - 감독
- 《악마군》 (1989) - 감독
- 《금붕어 주의보》（1991년）- 감독
- 《미소녀 전사 세일러문》 (1992년) - 감독
- 《미소녀 전사 세일러 문 R》 (1993년) - 감독
- 《꿈의 크레용 왕국》 (1997년) - 감독
- 《꼬마마법사 레미》 (1999년) - 감독
- 《프린세스 츄츄》 (2002년 ~ 2003년) - 총 감독
- 《카레이도 스타》 (2003년) - 원안·감독
- 《카레이도 스타 새로운 날개》 (2003년 ~ 2004년) - 원안·감독(감독은 히라이케 요시마사와 공동)
- 《개구리 중사 케로로》 (2004년 ~ ) - 총 감독(2006년 4월 이후 감수로 직함 변경)·일부 이야기와 2기 여는 영상(일본 방영분)의 그림 콘티
- 《신비한 별의 쌍둥이 공주》 (2005년) - 총 감독
- 《ARIA The ANIMATION》 (2005년) - 감독·시리즈 구성·각본·음향 감독
- 《신비한 별의 쌍둥이 공주 꼬옥!》 (2006년) - 총 감독
- 《ARIA The NATURAL》（2006년）- 감독·시리즈 구성·음향 감독
- 《로미오X줄리엣》（2007년）- 음향 감독·그림 콘티
- 《스케치북 ~ full color'S ~》 (2007년) - 감수·그림 콘티
- 《나이트 위저드 The ANIMATION》（2007년）- 감수·그림 콘티
- 《ARIA The ORIGINATION》（2008년）- 감독·시리즈 구성
- 《바다이야기 ~당신이 있어 주었기에~》 (2009년) - 감독
- 《파이-브레인 신의 퍼즐》 (2011~2013년) - 감독[1],시리즈 구성[2]
- 《이국미로의 크로와제》 (2011년) - 시리즈구성·음향감독
- 《타마유라 ~hitotose~》 (2011년) - 감독
- 《타마유라 ~More Aggressive~》 (2013년) - 감독
- 《M3 ~그 검은 강철~》 (2014년) - 감독

### 극장용 애니메이션
- 《극장판 금붕어 주의보!》（1992년）- 감독
- 《융커스 컴 히어》（1995년）- 감독
- 《엔드 오브 에반게리온》 (1997년) - 그림 콘티
- 《슬레이어즈 프리미엄》 (2001년) - 각본・감독
- 《케로로 중사 극장판 1기 - 최종병기 키루루》（2006년）- 총감독
- 《케로로 중사 극장판 2기 - 심해의 프린세스》/《꼬마 케로, 케로볼의 비밀!?》（2007년）- 총감독
- 《에반게리온 신극장판 : 파》/중편 (2008년) - 그림 콘티
- 《케로로 중사 극장판 3기 - 케로로 대 케로로 천공대결전》 (2008년) - 총감독
- 《케로로 더 무비: 드래곤 워리어》 (2009년) - 감독
- 《케로로 더 무비: 기적의 사차원섬》 (2010년) - 감독

### OVA
- 《기동전사 건담 0080 주머니 속의 전쟁》 (1989년) - 그림 콘티（하다메 기이치 명의）
- 《마법을 쓰고 싶어》 (1996년) - 원안·감독
- 《카레이도 스타 새로운 날개 - EXTRA STAGE》 - (2004년）- 원안·감독(감독은 히라이케 요시마사와 공동)
- 《꼬마마법사 레미 비밀편》 (2004년) - 감수
- 《카레이도 스타 Legend of phoenix ~ 레이라 해밀턴 이야기 ~》 (2005년) - 원안·감독·음향감독
- 《카레이도 스타 Good이야! Good! (2006년)》 - 감독
- 《ARIA The OVA ~ARIETTA~》 (2007년) - 감독·각본·콘티
- 《타마유라》 (2010년) - 감독
- 《원 오프》 (2012년) - 원안·감독